# Vietnam Posts and Telecommunications Group
Vietnam Postes et Télécommunications, en abrégé VNPT, est une entreprise publique de télécommunications appartenant à l'État vietnamien,.  

## Filiales
Les plus importantes filiales de VNPT sont :
- Vinaphone
- VnMedia
- SimThanhDat
- VietNamNet JSC
- Tiengiang Telecommunications
- Kasati JSC
- DHL-VNPT Express Ltd
- Viet Nam Datacommunication Company
- VTC Telecommunications JSC
- Post and Telecommunications Investment and Construction Consulting JSC
- Vietnam Post and Telecommunication Land JSC
- Global Data Service JSC
- P & T Express JSC
- Telecommunication Project Construction Development JSC
- Viet Nam Telecom International
- VNPT-Net Corp.
- Vietnam Postal Stamp Printing
- Post And Telecommunication Construction JSC
- Fibre Optic Cable & Accessories Ltd.
- VASC Software and Media Company

## Galerie

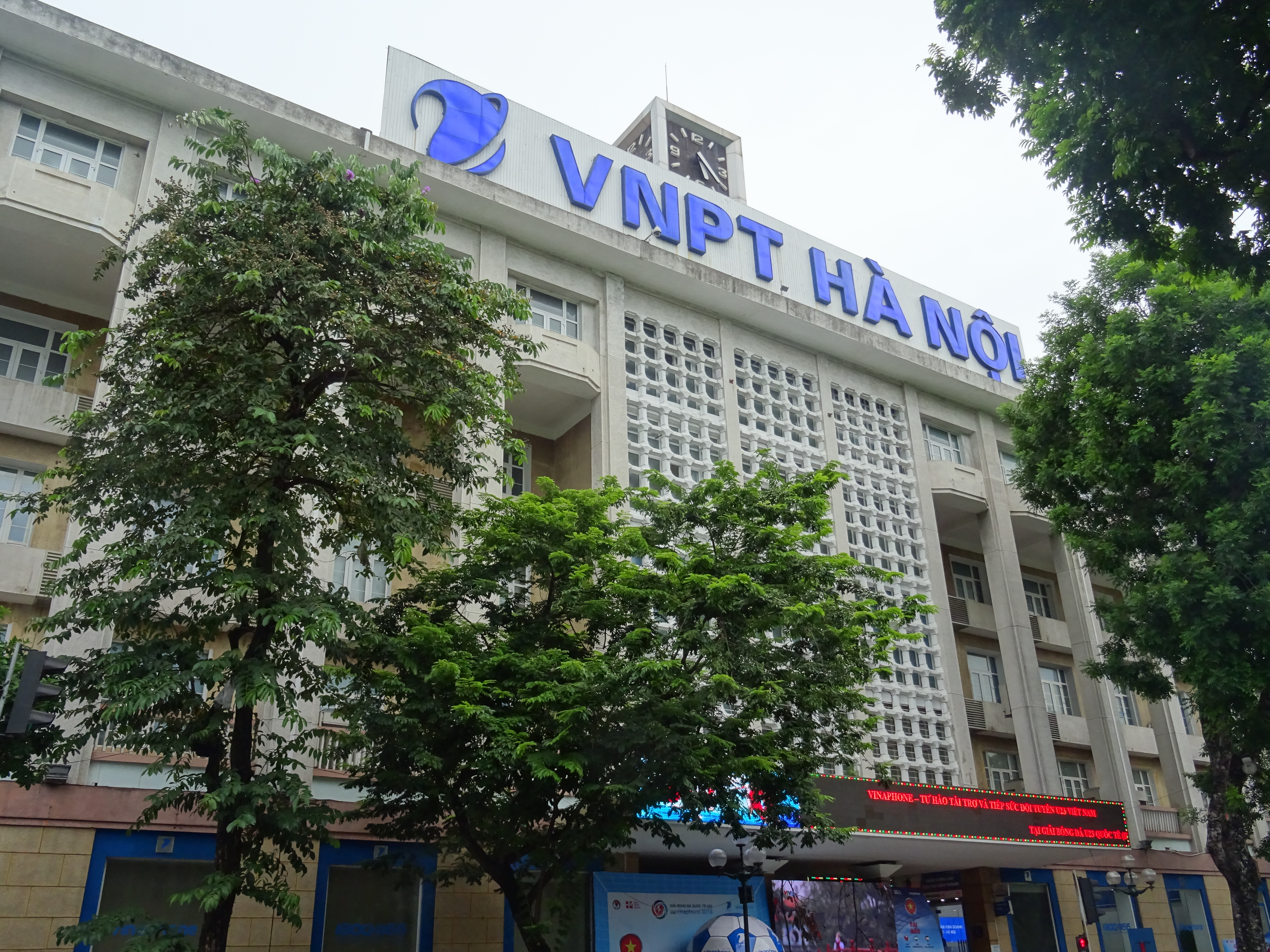
Hanoi.
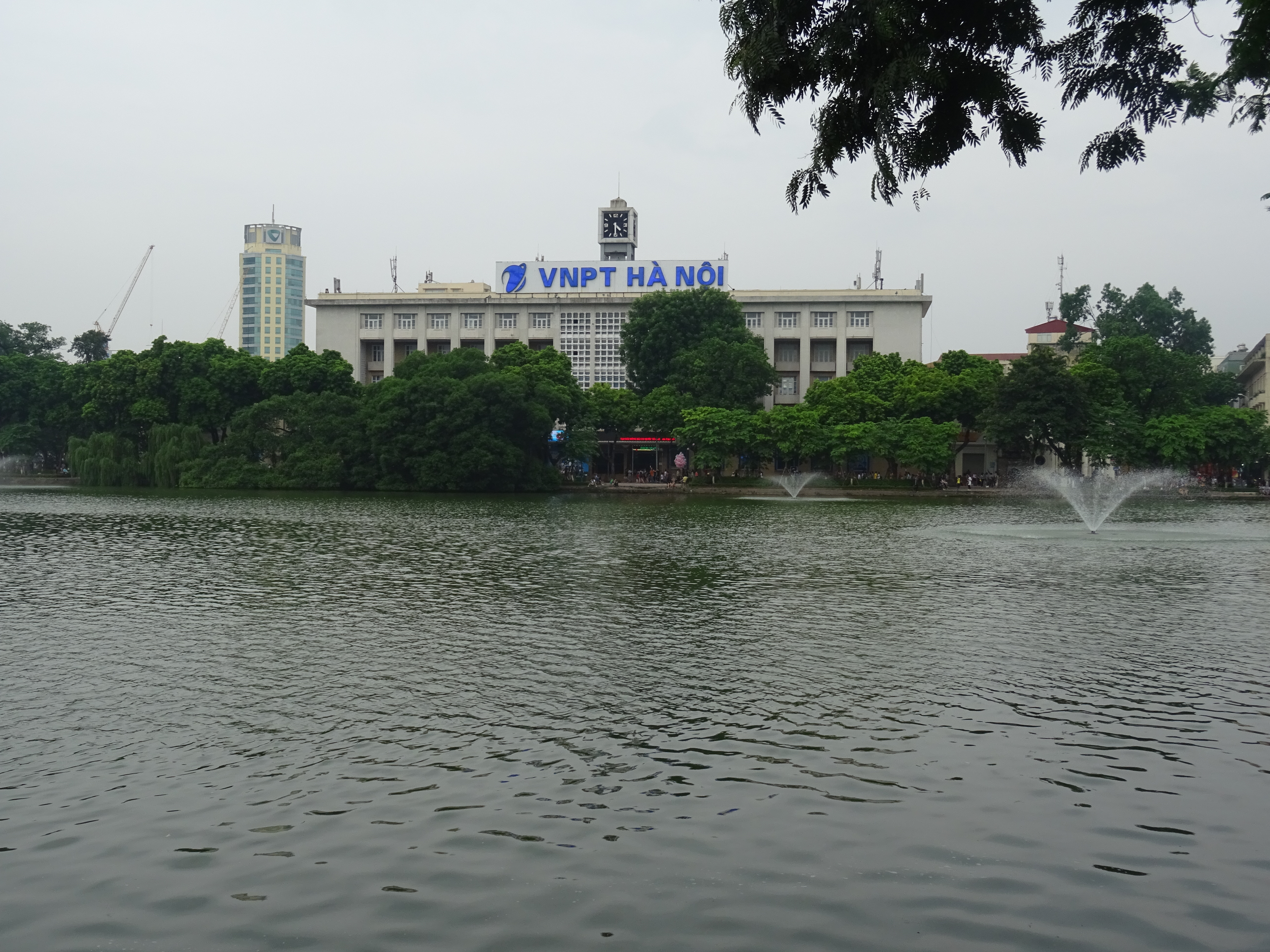
Hanoi.
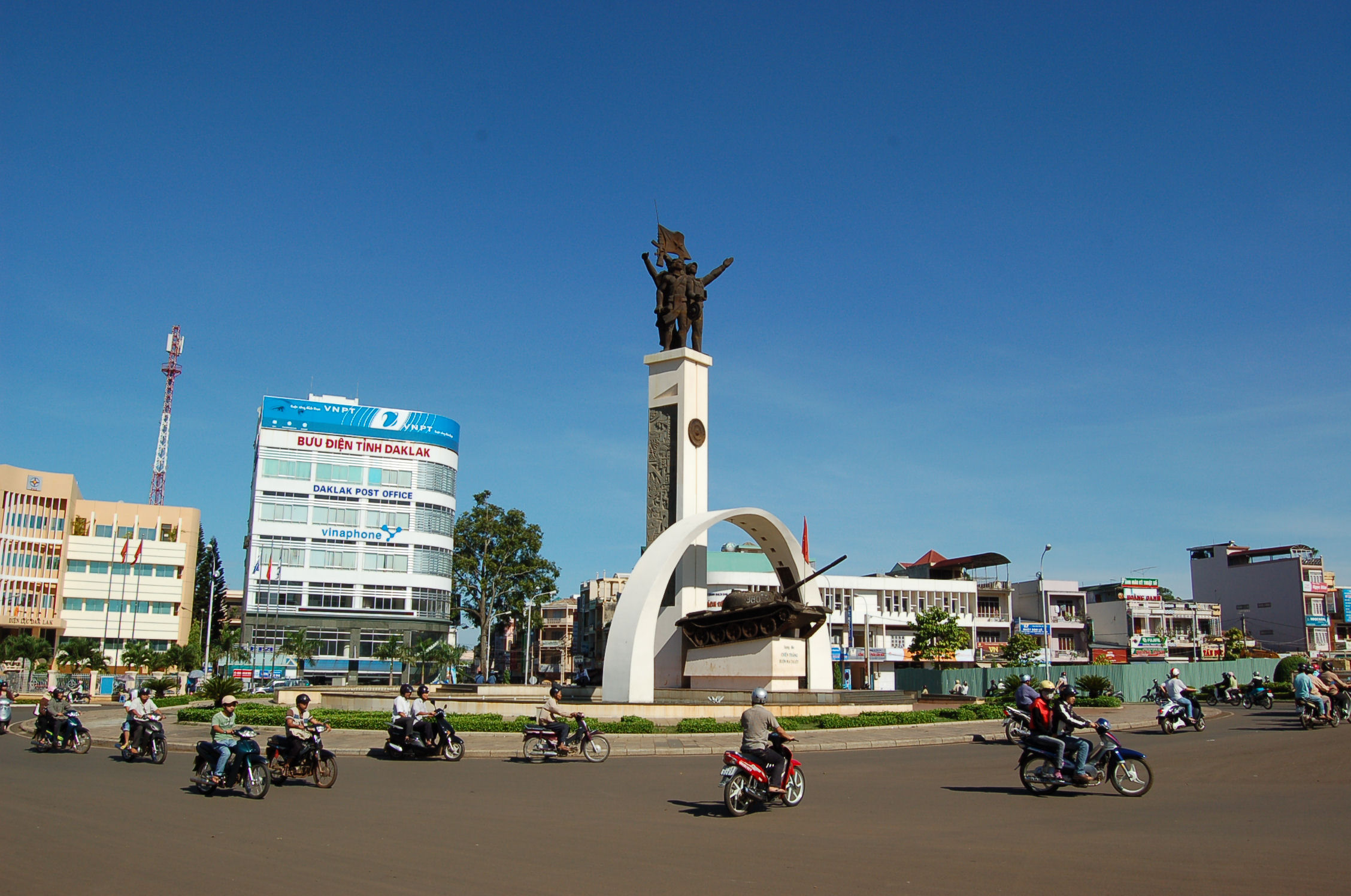
Buôn Ma Thuột.